# Dave Weill
David Lawson „Dave” Weill (ur. 25 października 1941 w Berkeley w Kalifornii) – amerykański lekkoatleta dyskobol, medalista olimpijski z 1964.
Na igrzyskach olimpijskich w 1964 w Tokio zdobył brązowy medal za innym Amerykaninem, obrońcą tytułu Alem Oerterem i Ludvíkiem Dankiem z Czechosłowacji.
Weill nigdy nie zdobył mistrzostwa Stanów Zjednoczonych (AAU), natomiast był trzeci w 1962, 1964 i 1965. Zdobył również akademickie mistrzostwo Stanów Zjednoczonych (NCAA) w 1962 i 1963. Był także mistrzem Wielkiej Brytanii (AAA) w 1963.
Jego rekord życiowy w rzucie dyskiem wynosił 62,99 m (1967, Sacramento).